# Eric Lichaj
Eric Joseph Lichaj (Downers Grove, 17 november 1988) is een Amerikaans profvoetballer die doorgaans als verdediger speelt. Hij verruilde Nottingham Forest in juli 2018 voor Hull City. Lichaj debuteerde in 2010 in het Amerikaans voetbalelftal.

## Clubstatistieken
| Club                 | Seizoen         | Competitie      | Competitie | Competitie | Beker | Beker | League Cup | League Cup | Europees | Europees | Totaal | Totaal |
| Club                 | Seizoen         | Competitie      | Weds       | Goals      | Weds  | Goals | Weds       | Goals      | Weds     | Goals    | Weds   | Goals  |
| -------------------- | --------------- | --------------- | ---------- | ---------- | ----- | ----- | ---------- | ---------- | -------- | -------- | ------ | ------ |
| Aston Villa          | 2008–09         | Premier League  | 0          | 0          | 0     | 0     | 0          | 0          | 0        | 0        | 0      | 0      |
| Aston Villa          | 2009–10         | Premier League  | 0          | 0          | 0     | 0     | 0          | 0          | 0        | 0        | 0      | 0      |
| Aston Villa          | 2010–11         | Premier League  | 5          | 0          | 0     | 0     | 2          | 0          | 1        | 0        | 8      | 0      |
| Aston Villa          | 2011–12         | Premier League  | 10         | 1          | 0     | 0     | 1          | 1          | —        | —        | 11     | 2      |
| Aston Villa          | 2012–13         | Premier League  | 17         | 0          | 2     | 0     | 4          | 0          | —        | —        | 23     | 0      |
| Aston Villa          | Totaal          | Totaal          | 32         | 1          | 2     | 0     | 7          | 1          | 1        | 0        | 42     | 2      |
| Lincoln City (huur)  | 2009–10         | League Two      | 6          | 0          | 0     | 0     | 0          | 0          | 0        | 0        | 6      | 0      |
| Leyton Orient (huur) | 2009–10         | League One      | 9          | 1          | 0     | 0     | 0          | 0          | 0        | 0        | 9      | 1      |
| Leeds United (huur)  | 2010–11         | Championship    | 16         | 0          | 0     | 0     | 0          | 0          | —        | —        | 16     | 0      |
| Nottingham Forest    | 2013–14         | Championship    | 12         | 0          | 0     | 0     | 0          | 0          | —        | —        | 12     | 0      |
| Carrière totaal      | Carrière totaal | Carrière totaal | 75         | 2          | 2     | 0     | 7          | 1          | 1        | 0        | 85     | 3      |

## Erelijst
Verenigde Staten
- CONCACAF Gold Cup: 2017

1 Pandur ·
2 Coyle  ·
3 Giles ·
4 Hughes ·
5 Jones ·
6 McLoughlin ·
7 Millar ·
8 Mehlem ·
9 Bedia ·
11 Sinik ·
12 Pedro ·
14 Vaughan ·
16 Longman ·
17 Burns ·
18 Simons ·
19 Alzate ·
20 Puerta ·
22 Rushworth ·
23 Drameh ·
25 Zambrano ·
26 Smith ·
27 Slater ·
29 Jacob ·
31 Racioppi ·
32 Lo-Tutala ·
33 Belloumi ·
34 Cartwright ·
36 Jarvis ·
40 Foster ·
41 Sellars-Fleming ·
43 Ashbee ·
44 Kamara ·
45 Palmer ·
47 Tinsdale ·
48 Burstow ·
Coach: Walter